# Myrmecophilus keyi
Myrmecophilus keyi är en insektsart som beskrevs av Baccetti 1975. Myrmecophilus keyi ingår i släktet Myrmecophilus och familjen Myrmecophilidae. Inga underarter finns listade i Catalogue of Life.